# École d'Olot
Pour les articles homonymes, voir Olot.
 (mai 2017).
Si vous disposez d'ouvrages ou d'articles de référence ou si vous connaissez des sites web de qualité traitant du thème abordé ici, merci de compléter l'article en donnant les références utiles à sa vérifiabilité et en les liant à la section « Notes et références ».

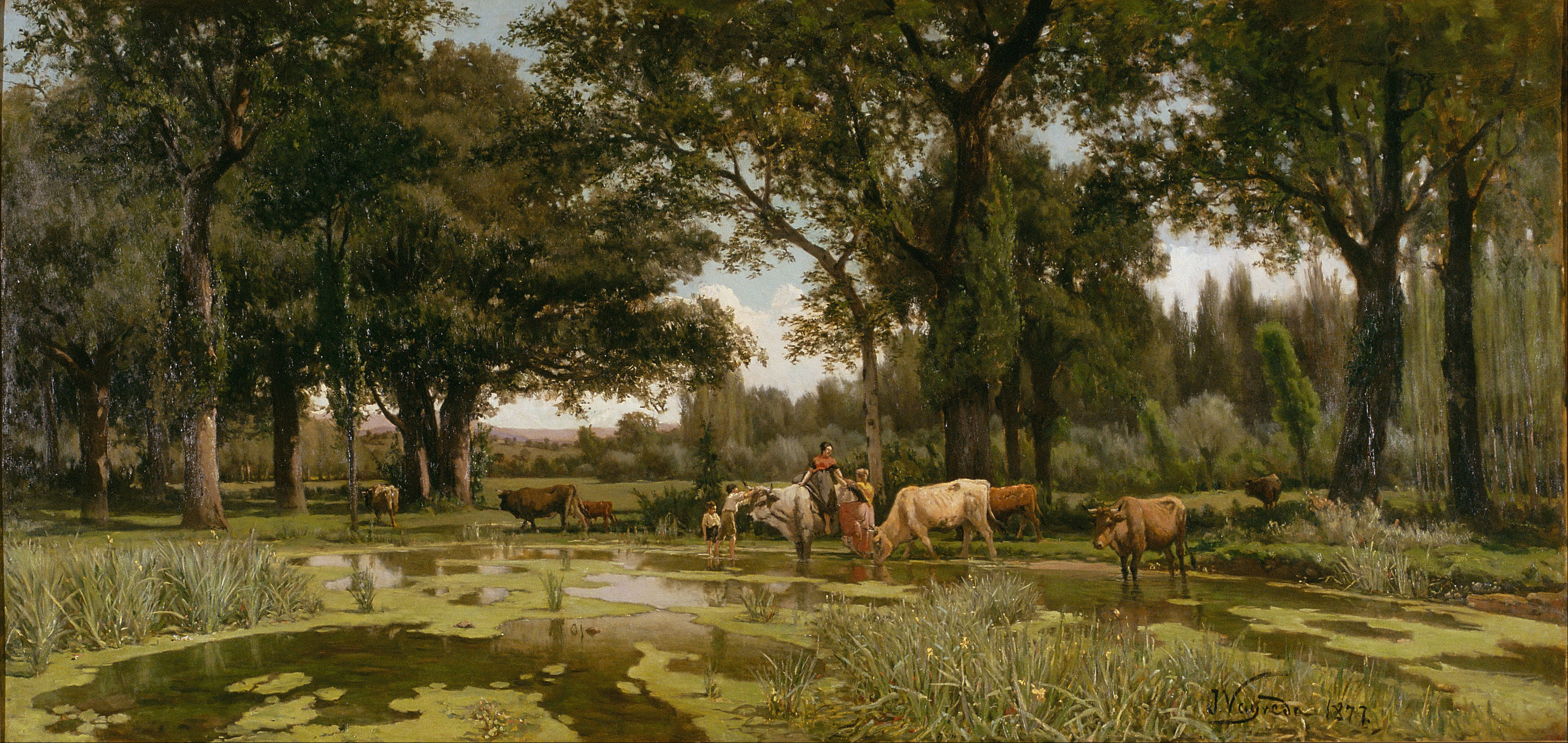
Verano de Joaquim Vayreda (1877), MNAC

L'école d'Olot, ou école paysagère d'Olot (en catalan : Escola paisatgística d'Olot) est un mouvement pictural paysager fondée à Olot, ville de la province de Gérone, en Catalogne, Espagne, dans la seconde moitié du XIXe siècle et qui dure jusqu'au XXe siècle.
Cette école, qui ne comprend pas que des habitants de la ville d'Olot, a également attiré des peintres paysagistes d'autres régions.
On trouve des œuvres de ces artistes au Musée national d'art de Catalogne et au Museu comarcal de la Garrotxa (ca) à Olot,.

## Principaux participants
- Elías Garralda Alzugaray (1926 à Lesaka, 2012 à Olot) ;
- Joaquim Vayreda i Vila (1843 à Gérone, 1894 à Olot)[2] ;
- Marià Vayreda i Vila (1853 à Olot, 1903 à Barcelone)[2] ;
- Laureà Barrau i Buñol (ca) (1864 à Barcelone, 1932 à Santa Eulària des Riu, (Ibiza) ;
- Enric Galwey i García (en) (1864 — 1931 à Barcelone) ;
- Juan Brull Viñoles (1863 — 1912 à Barcelone) ;
- Josep Masriera i Manovens (ca) (1841 — 1912 à Barcelone) ;
- Modest Urgell i Inglada (1839 — 1919 à Barcelone) ;
- Ramon Casas i Carbó (1866 — 1932 à Barczelone)[2] ;
- Santiago Rusiñol (1861 à Barcelone, 1931 à Aranjuez, Madrid) ;
- Josep Berga i Boix (1837 à La Pinya, Garrotxa, 1924 à Olot)[2] ;
- Iu Pascual i Rodés (ca) (1883 à Canyelles, 1949 à Riudarenas) ;
- Joan Vilà i Moncau (ca) (1924 à Vich) ;
- Salvador Corriols i Pagès (ca) (1907 — 1975 à Olot) ;
- Josep Berga i Boada (ca) (1872 — 1923)[2] ;
- Leonci Quera i Tísner (ca) (1927 — 1964)[2].